# Manthelon
 Manthelon  là một xã thuộc tỉnh Eure trong vùng Normandie miền bắc nước Pháp.